# 아를렌 로페스
아를렌 로페스 카르도나(스페인어: Arlen López Cardona, 1993년 2월 21일~)는 쿠바의 권투 선수이다. 2016년 하계 올림픽 미들급에서 금메달을 획득했으며, 2020년 하계 올림픽 라이트헤비급에서 금메달을 획득했다. 또한 세계 선수권 대회에서 1회 우승을 달성했다.